# 1924 Horus
Az 1924 Horus (ideiglenes jelöléssel 4023 P-L) a Naprendszer kisbolygóövében található aszteroida. Cornelis Johannes van Houten, Ingrid van Houten-Groeneveld és Tom Gehrels fedezte fel 1960. szeptember 24-én.
A nevét Hórusz egyiptomi istenről kapta.